# Valgkreds
En valgkreds er et område, hvorfra personer vælges til et nationalt parlament eller anden folkevalgt forsamling, f.eks. Folketinget, Europa-Parlamentet eller kommunalbestyrelser.

## Australien
Ved valg til Australiens Senat er valgkredsene de enkelte delstater, som hver vælger 12 senatorer, bortset fra Northern Territory og Australian Capital Territory, som vælger hver to. Ved valg til Repræsentanternes Hus er landet opdelt i 150 valgkredse, som hver vælger 1 medlem ved enkeltmandsvalg.

## Danmark
Danmark er efter kommunalreformen 2007 opdelt i tre landsdele, som igen er opdelt i 10 storkredse med i alt 92 opstillingskredse.

## Frankrig
Frankrig inddeles i 577 valgkredse, heraf 570 i det egentlige Frankrig og 7 i de oversøiske departementer og territorier. Hver valgkreds vælger ét medlem til Nationalforsamlingen i Paris.

## Norge
Til valg til Stortinget i Oslo virker hvert fylke som valgkreds med nogenlunde samme funktion som danske stor- og amtskredse.

## Storbritannien
Storbritannien er opdelt i 646 valgkredse. I hver kreds vælges ét medlem til Underhuset i parlamentet i Westminster i London. Valgkredsene fordeler sig med 529 i England, 59 i Skotland, 40 i Wales og 18 i Nordirland.

## Sverige
Ved valg til Riksdagen i Stockholm udgør hvert län en valgkreds, undtagen i Stockholms län, Västra Götalands län og Skåne län, som er opdelt i henholdsvis 2, 5 og 4 valgkredse. Valgkredsene har nogenlunde samme funktion som danske storkredse.

## Tyskland
Tyskland er opdelt i 299 valgkredse. I hver kreds vælges ét medlem til Forbundsdagen i Berlin. Derudover vælges 299 mandater efter forholdstalsvalg, der fordeles så de skævheder som valget i enkeltmandskredse giver anledning til, udjævnes. Valgkredsene varierer i antal fra 2 i Bremen, den mindste delstat, til 64 i Nordrhein-Westfalen, den største.

## USA
Til valg i Repræsentanternes Hus i USAs kongres er hver delstat inddelt i et antal valgkredse der er proportionalt med delstatens indbyggertal. I de befolkningsmæssigt mindste delstater udgør hele delstaten én valgkreds, mens den befolkningsrigeste delstat, Californien, er opdelt i 53 valgkredse. Hver valgkreds vælger ét medlem til Repræsentanternes Hus.